# Cuffley
Cuffley est un village du Hertfordshire en Angleterre.